# Adam Jaworski (biochemik)
Adam Jaworski – polski biochemik, profesor nauk biologicznych.

## Życiorys
W 1964 r. ukończył studia biologiczne na Uniwersytecie Łódzkim, w 1971 r. obronił pracę doktorską, w 1983 r. habilitował się. W 1992 r. uzyskał tytuł profesora nauk biologicznych.
Został zatrudniony na Uniwersytecie Łódzkim, w Centrum Biologii Medycznej PAN, oraz w  Społecznej Akademii Nauk z siedzibą w Łodzi.
Został członkiem Komitetu Mikrobiologii PAN, a także Komitetu Biotechnologii PAN.